# St Davids
St Davids (Welsh: Tyddewi) is een stad (city) en gemeente (community) in Wales, in het bestuurlijke graafschap Pembrokeshire en in het ceremoniële behouden graafschap Dyfed. De stad telde in 2011 1.841 inwoners. St Davids is de kleinste stad met een citystatus in het Verenigd Koninkrijk.
De toeristische attracties van de stad zijn de kathedraal van St Davids met zijn dertiende-eeuwse toren, het St Davids Bishop's Palace en enkele kunstgalerieën.
De stad ligt aan de rivier de Alun en ligt geheel in het Pembrokeshire Coast National Park.

## Geschiedenis
Het stadje is vernoemd naar de Welse bisschop St. David. Volgens de overlevering werd David in ongeveer 500 na Christus geboren in wat nu St Non is, net ten zuiden van de stad. Naar verluidt werd hij gedoopt in Porthclais, nu de haven van de stad en werd hij opgevoed door zijn moeder in Llanon. David is wellicht ook opgeleid aan Ty Gwyn, Whitesands, door St. Paulinus.
In de 6e eeuw stichtte David een klooster en kerk in Glyn Rhosyn (Rose Vale) aan de oevers van de rivier de Alun. Het gebied stond oorspronkelijk in het Welsh bekend als Mynyw en bij de Romeinen als Meneva of Menevia. De kloosterbroederschap die David stichtte was zeer streng - naast het bidden en het vieren van missen, cultiveerden zij het land en voerden zij vele ambachten uit, waaronder de bijenteelt, om zichzelf en de vele pelgrims en reizigers die onderdak nodig hadden te voeden. Ze voorzagen ook de armen en behoeftigen van voedsel en kleding. De nederzetting die rond het klooster ontstond, werd Tyddewi genoemd, wat "David's huis" betekent. In 519 werd het aartsbisdom Caerleon in het graafschap Monmouth overgebracht naar Mynyw, dat omgedoopt werd tot "St Davids" ter ere van de aartsbisschop en heilige door wie de overdracht werd uitgevoerd. De oorspronkelijke kathedraal die op de plek werd gebouwd werd vaak geplunderd door de Vikingen en werd uiteindelijk in 1087 verbrand en verwoest. De huidige kathedraal werd gebouwd door de Normandiërs en bevatte vele relikwieën, waaronder de overblijfselen van de heilige David. De kathedraal werd bezocht door vele pelgrims, waaronder Willem de Veroveraar in 1077, Hendrik II in 1171 en Eduard I en koningin Eleonora in 1284. Paus Calixtus II besloot dat twee pelgrimstochten naar St Davids gelijk waren aan één naar Rome ("Roma semel quantum dat bis Menevia tantum"). Hierdoor werd in de Middeleeuwen een aanzienlijk inkomen vergaard uit het bezoeken van pelgrims. Pelgrimstochten raakten later uit de smaak door praktijken als de verkoop van aflaat. In de 19e eeuw was de stad St. Davids geïsoleerd en verwaarloosd.
Op dit moment ziet het eruit als een arm dorp. De huizen, met uitzondering van die van de geestelijken, zijn in een vervallen staat. De plaats is eenzaam en de naburige wijk is verwilderd en onverbeterd, maar het is nog steeds een interessante plaats als de zetel van een grote bisschopsstad, met een mooie kathedraal en de overblijfselen van andere prachtige religieuze gebouwen.
Sindsdien hebben beter vervoer en de komst van het toerisme de stad weer tot bloei gebracht. Naast de kathedraal heeft de stad het 13de-eeuwse bisschoppelijk paleis die door Cadw wordt onderhouden en is opengesteld voor bezoekers. De stad was ooit een marskramergemeente, waarin zich de honderd Dauwse bossen bevonden. In 1603 beschreef de antiquair George Owen het als een van de vijf gemeenten in Pembrokeshire die onder toezicht van een portreeve stonden.
Naast de kathedraal zijn de 14de-eeuwse torenpoort, het Keltische Oude Kruis en een aantal kunstgalerijen opvallende kenmerken van de stad. St Davids is ook een vertrekpunt voor wandelingen en watersporten. Het heeft verschillende hotels, een apotheek, winkels, galeries, een jeugdherberg en een aantal pubs.

## Bezienswaardigheden
- St Non's Chapel